# Innocence Is No Excuse
Innocence Is No Excuse è il settimo album dei Saxon, uscito nel 1985 per l'Etichetta discografica Carrere Records.

## Il disco
Il disco segna una commercializzazione ancor più smaccata del suono del gruppo e l'abbandono quasi definitivo di sonorità aspre, in favore di arrangiamenti meno complessi e cori dalla presa facile tipici del hair metal, segno di una svolta sonora verso il pubblico americano. Nonostante ciò, il disco ed il tour ebbero più successo di Crusader e relativa tournée. L'album segna inoltre l'addio di Steve Dawson, costretto a lasciare dopo il tour per volere della moglie.

## Tracce
1. Rockin' Again (Byford/Oliver/Dawson) - 5:12
2. Call of the Wild (Saxon) - 4:03
3. Back on the Streets (Saxon) - 3:59
4. Devil Rides Out (Byford/Dawson) - 4:23
5. Rock N' Roll Gypsy (Byford/Dawson) - 4:13
6. Broken Heroes (Byford/Dawson) - 5:27
7. Gonna Shout (Saxon) - 3:58
8. Everybody Up (Byford/Dawson) - 3:28
9. Raise Some Hell (Byford/Dawson) - 3:40
10. Give It Everything You've Got (Saxon) - 3:27

## Formazione
- Biff Byford - voce
- Graham Oliver - chitarra
- Paul Quinn - chitarra
- Steve Dawson - basso
- Nigel Glockler - batteria